# 2022年希臘水災

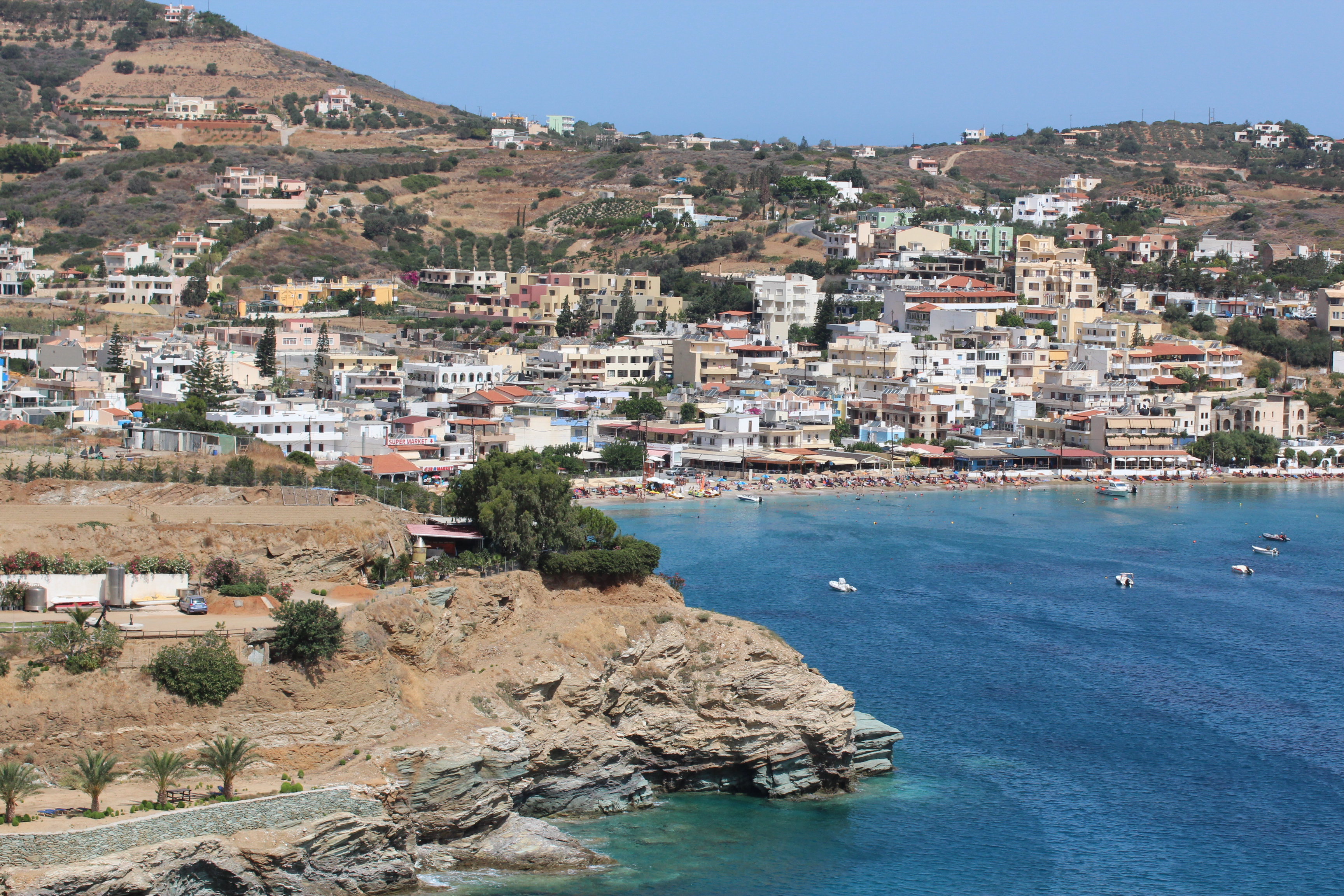
海濱度假勝地阿吉亞佩拉賈受到的影響最為嚴重。

2022年10月，希臘最大島嶼克里特島遭受破壞性水災侵襲。水災是由大範圍的雷暴和暴雨所引發。據報當地的12小時內降雨量達到150毫米，造成兩人死亡。

## 反應
10月15日，克里特島北岸受暴洪侵襲。據報許多沿海地區遭受大範圍破壞。受影響的地點包括阿吉亞佩拉賈、利加里亞（Lygaria）、哈尼亞和拉西錫。
10月16日，政府工作小組抵達現場。